# 뉴마켓 (서퍽주)

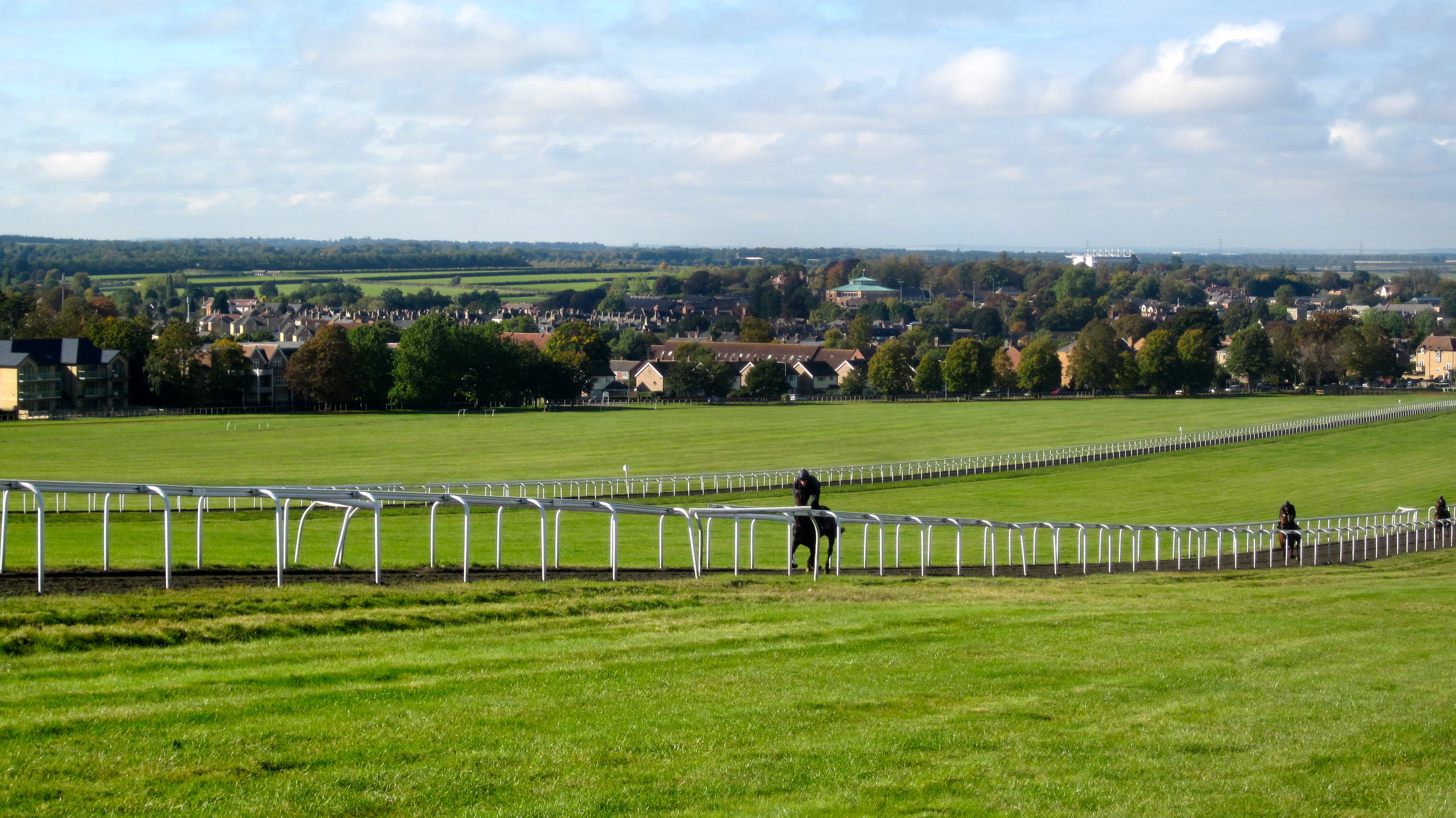
뉴마켓

뉴마켓(영어: Newmarket)은 잉글랜드 서퍽주에 위치한 도시로 인구는 20,384명(2011년 기준)이다. 오랜 역사를 자랑하는 뉴마켓 경마장이 이 곳에 위치한다.

## 같이 보기
- 뉴마켓 (온타리오주)